# Pentax S
Asahi Pentax S (Tower 26 в США, Asahi Pentar в ЮАР) — малоформатный однообъективный зеркальный фотоаппарат, производившийся фирмой Asahi Optical в течение 1957 (по другим данным 1958) года в чёрно-серебристом исполнении. Всего было выпущено около 4 900 камер этой модели, после чего камера была снята с производства в том же году, уступив место обновлённой модели Pentax K. Зарегистрированные серийные номера выпускаемых камер находились в диапазоне №№ 150981 до 165354. Модель S была, по сути, камерой Asahi Pentax. Единственным существенным усовершенствованием стала смена градуировки выдержек затвора.

## Отличия от камеры-предшественницыAsahi Pentax
Камера комплектовалась одним из двух кит-объективов: «Takumar 55 mm 1:2,2» или «Takumar 55 mm 1:1,8». Имела защиту от двойного экспонирования кадра. Взвод механического фокально-плоскостного затвора с горизонтальным ходом матерчатых шторок осуществлялся рычагом, позаимствованным у предыдущей модели. Сохранилась и пара синхроконтактов FP и X.
Выдержки по-прежнему устанавливались парой дисков. В камере Asahi Pentax (AP) были — 1, 2, 5, 10, 25, X, 50, 100, 200, 500. В Asahi Pentax S стали — 1, 2, 4, 8, 15, 30, X, 60, 125, 250, 500. Длинные (1/30, 1/15, 1/8, 1/4, 1/2, 1 с) и T задавались диском на передней панели камеры (в будущем это место стало классическим для автоспуска), а короткие (1/500, 1/125, 1/60, 1/30 с) и B — диском на верхней панели. Для работы с одним из дисков второй необходимо было перевести в положение «30».

## Совместимость
«Asahi Pentax S» совместим с любыми объективами с резьбой M37×1 (с помощью адаптера) или M42×1 с рабочим отрезком 45,5 мм.